# Tete (Moçambic)
Tete és un municipi de Moçambic, situat a la província de Tete, de la que n'és capital. En 2007 comptava amb una població de 156.870 habitants. (el 1986 en tenia 56.178, i el 1997 eren 104.832 habitants). Es troba a la riba del riu Zambeze. En l'idioma local, nyungwe, Tete (o Mitete) significa "canya".

## Població
| 1921  | 1930  | 1940  | 1960   | 1986   | 1997    | 2007    |
| ----- | ----- | ----- | ------ | ------ | ------- | ------- |
| 2 000 | 2 800 | 2 500 | 53 200 | 56 178 | 104 832 | 152 909 |

## Història
La regió va ser un important centre comercial swahili abans de l'era colonial portuguesa. A la costa est d'Àfrica, els portuguesos van ser atrets a Moçambic i el riu Zambeze per les notícies d'un governant local, el Monomotapa, de qui es diu havia tingut fabuloses riqueses en or. En els seus esforços d'assolir Munhumutapa, els portuguesos van fundar en 1531 dos posicions lluny de Zambezi - una d'elles a Tete, a unes 260 milles des del mar. El Regne de Munhumutapa i les mines d'or es van mantenir de forma autònoma i sobretot aïllades dels portuguesos. Però en aquesta regió de l'est d'Àfrica - com a la Guinea Portuguesa i a l'oest d'Angola - els portuguesos es van tornar prou forts per sobreviure al tercer quart del segle xx. Sota la influència dels portuguesos, Tete havia arribat a ser un centre de mercat d'ivori i or a mitjan segle xvii. Va rebre carta de ciutat portuguesa en 1761, i es va convertir en una ciutat portuguesa de les províncies d'ultramar de Moçambic en 1959. Després de la Guerra Colonial Portuguesa a l'Àfrica portuguesa i del cop militar a Lisboa a l'abril de 1974, les províncies portugueses d'ultramar de Moçambic es van convertir en un estat independent. La recentment independent República Popular de Moçambic, creada en 1975 després de l'èxode de l'ètnica portuguesa de Moçambic, va degenerar en una guerra civil entre 1977 i 1992.

## Transport
L'Aeroport de Chingozi (codi IATA: TET, codi OACI: FQTT)IATA: TET, ICAO: FQTT) al nord-oest de la ciutat, té 2,4 km de pista d'aterratge. El llarg pont Samora Machel d'un quilòmetre fou acabat en 1973 pels portuguesos i va ser dissenyat per Edgar Cardoso; és una baula vital en la carretera principal que uneix no només les parts nord i sud del país, sinó que també uneix Zimbàbue i Malawi. Un segon pont en el sud de la ciutat va ser obert a la fi de 2014 per permetre el tràfic a Zàmbia o Malawi per eludir la capital provincial. Els ponts de Tete, el carril del pont de Dona Ana, i el pont Armando Emilio Guebuza a Caia són els únics ponts que creuen el Zambeze.
Té també estació ferroviària. La fortalesa de São Tiago Maior do Tete (coneguda simplement com a fortalesa de Tete) es troba a la ciutat, a la riba dreta del riu, i fou construït entre 1575 i 1576, i ampliada sota el capità general Caetano de Melo e Castro (1682-1686); estava arruïnat el 1836; les darreres obres són de 1875 quan era conegut com a Fort de Dom Luís; el 1911-1912 el governador va demanar la seva demolició, però no es va produir i es va convertir en dipòsit de mercaderies; els seus murs foren restaurats el 1942.